# خاتون‌گنای
خاتون‌گنای یکی از روستاهای استان آذربایجان شرقی است که در دهستان چاراویماق جنوب غربی بخش مرکزی شهرستان چاراویماق واقع شده‌است.این روستا ۲۷ نفر جمعیت دارد.